# USS Virginia (SSN-774)
USS Virginia (SSN-774) – pierwszy z rodziny atomowych okrętów podwodnych typu Virginia NSSN (New Attack Submarine). Okręt ten powstał w odpowiedzi na zmianę sytuacji międzynarodowej po zakończeniu zimnej wojny i zastąpieniu globalnej konfrontacji ze Związkiem Radzieckim wieloma konfliktami regionalnymi. Zmiana ta wywołała potrzebę powstania okrętów zdolnych zarówno do walki w głębinach wód otwartych oceanów, jak i płytkich wodach przybrzeżnych.
Pierwszy amerykański atomowy okręt podwodny odpowiadający wymaganiom nowego teatru operacji morskich – USS "Virginia" (SSN-774) jest też okrętem pod wieloma względami przełomowym. Posiada bowiem nie tylko możliwość prowadzenia klasycznych działań myśliwskich, do których przeznaczone były tego rodzaju okręty do tej pory, lecz także zapewnia szerokie możliwości współdziałania z innymi rodzajami sił zbrojnych, koordynowania ich działań w ramach najnowszego sieciocentrycznego sposobu walki oraz prowadzenia z jego pokładu operacji na lądzie i taktyczno-operacyjnego zwalczania celów lądowych.
W tym okręcie zastosowano wiele nowatorskich rozwiązań, począwszy od całkowicie opartej na systemie światłowodów sieci połączeń wewnętrznych, przez zaczerpnięty z lotnictwa system fly-by-wire, na braku klasycznego peryskopu kończąc.

## Przeznaczenie jednostki
USS "Virginia" (SSN-774) jest pierwszym amerykańskim okrętem podwodnym przeznaczonym zarówno do walki o prymat w morskim teatrze działań wojennych w szerokim spektrum misji regionalnych i przybrzeżnych (misje "wód błękitnych'") jak i na wodach otwartego oceanu. Przed programem budowy tego okrętu postawiono cel produkcji uniwersalnej jednostki zdolnej do wykonywania szerokiego wachlarza misji, zwłaszcza zaś:
- Covert Strike – skrytego podejścia i wykonywania uderzeń na ląd za pomocą pocisków umieszczonych w wyrzutniach torpedowych i pionowych;
- Anti-Submarine Warfare – walki i zwalczania okrętów podwodnych przeciwnika;
- Anti-Ship Warfare – walki i zwalczania floty nawodnej przeciwnika;
- Battle Group Support – wsparcia podwodnych, nawodnych i lądowych grup bojowych za pomocą zaawansowanego wyposażenia w systemy sensorów i komunikacyjne;
- CISR (Covert Intelligence, Surveillance and Reconnaissance) – tajne operacje wywiadowcze, nadzorcze, obserwacyjne i rozpoznawcze przy użyciu sensorów i czujników umożliwiających zbieranie krytycznych danych wywiadowczych, informacji o położeniu systemów radarowych i rakietowych przeciwnika, jego centrów dowodzenia i komunikacyjnych, monitorowanie jego komunikacji oraz ruchu statków i okrętów;
- Covert Minelaying – skrytego stawiania pól minowych przeciwko jednostkom pływającym przeciwnika;
- Special Missions and Operations – misji i operacji specjalnych, w tym rekonesansu i sabotażu, misji poszukiwawczych i ratowniczych, ataków pozorowanych, kierowania wsparciem ogniowym i uderzeniami wykonywanymi przez inne jednostki floty, lotnictwa i oddziały lądowe.

## Godło okrętu

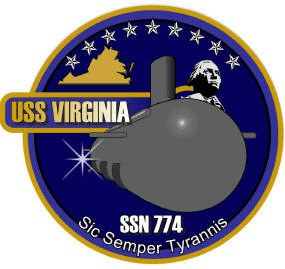

Niebieskie tło symbolizuje głębiny, wśród których umieszczona jest USS "Virginia". Skierowanie jej do przodu, symbolizuje jej przewodnictwo sił podwodnych w XXI wiek oraz w nowe kierunek rozwoju US Navy. Złoty kolor liter i otoczki godła w połączeniu z kolorem niebieskim są kolorami Marynarki Stanów Zjednoczonych. Kształt Wspólnoty Wirginii przedstawia stan którego nazwę nosi okręt. Dziewięć gwiazd symbolizuje 9 amerykańskich okrętów noszących nazwę Wirginia. Pojedynczy błysk światła na sterze okrętu symbolizuje zarówno napęd atomowy jak i światłowodowy kręgosłup okrętu. Widoczne u dołu motto okrętu: Sic Semper Tyrannis (Śmierć tyranom) w połączeniu z symbolika stanu Wirginia symbolizuje tryumf cnoty nad tyranią.
Wraz z okrętem, spogląda w przód pochodzący z Wirginii George Washington, ojciec założyciel amerykańskiej republiki.

## Powstanie jednostki

### Geneza
W związku ze zmianą sytuacji politycznej na świecie, geostrategicznych warunków działania amerykańskiej floty, a także w zgodzie z ogólnym kierunkiem polityki obronnej ówczesnej administracji USA, w październiku 1993 roku sekretarz obrony Stanów Zjednoczonych Les Aspin zdecydował, że produkcja okrętów podwodnych typu Seawolf zostanie przerwana wraz z zakończeniem budowy trzeciej jednostki tego typu, Marynarka Wojenna Stanów Zjednoczonych powinna natomiast rozwinąć i wybudować nowy myśliwski okręt podwodny, bardziej efektywny w stosunku do swojego kosztu. Programowi nowego okrętu nadano nazwę New Attack Submarine – NSSN (Nowy Myśliwski Okręt Podwodny).

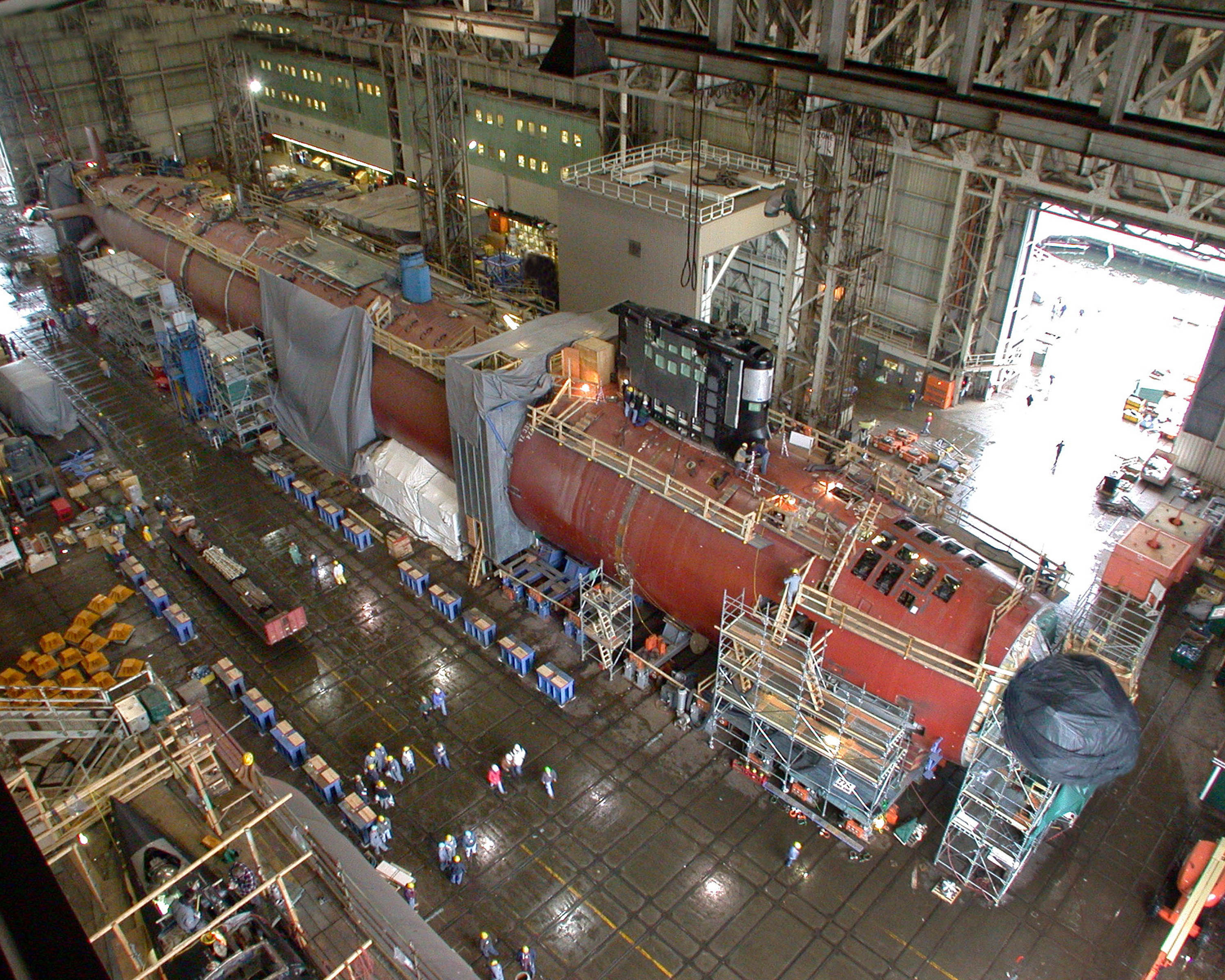
15 kwietnia 2003. USS "Virginia" w budowie

Prace badawcze i konstrukcyjne rozpoczęły się w roku budżetowym 1996, koszt prac nad NSSN w tym roku Defense Authorization Bill określał na kwotę 678,8 milionów dolarów. Do budowy natomiast pierwszego okrętu – USS "Virginia", przystąpiono roku 1998 w należącej do General Dynamics stoczni Electric Boat w Groton. Całkowity koszt USS "Virginia", podobnie jak każdego innego okrętu tego typu, określono na nieprzekraczalną kwotę 2 mld 163,5 mln dolarów, przy całkowitym budżecie programu budowy 30 okrętów NSSN wynoszącym niemal 65 mld dolarów. Okręt budowany był metoda modułową, co przyspiesza proces budowy, pozwala na zmniejszenie jej kosztów, przede wszystkim zaś upraszcza jego konstrukcje i późniejszą obsługę techniczną. Przykładowo, okrętowe centrum dowodzenia zostało zainstalowane w kadłubie w jednym gotowym module spoczywającym na zaawansowanych technologicznie poduszkach powietrznych. Pierwsze prace nad okrętem, przygotowanie przez Marynarkę tzw. Early Operational Assessment, czyli szacunków wstępnych, nastąpiło w czasie 10 tygodni. Kamieniem węgielnym tworzenia okrętu był zastosowany proces konstrukcyjno-produkcyjny. Po raz pierwszy w historii, cały proces przygotowania okrętu oparty został w całości na projektowaniu komputerowym. Począwszy od prac projektowych, konstrukcyjno-inżynierskich po ostateczne technologie produkcji. Ten innowacyjny proces, w połączeniu z modułowa konstrukcją, fundamentalnie zmienił dotychczasowy proces budowy okrętów i generalnie uczynił budowę USS "Virginia" możliwą.

### Cechy konstrukcyjne okrętu
Do najważniejszych cech konstrukcyjnych okrętu należą:
- konstrukcja modułowa;
- kadłub ze stali HY-100
- udoskonalone elektromagnetyczne i akustyczne stealth;
- Fly-by-wire Ship Control System ułatwiający sterowanie okrętem na płytkich wodach;
- zaawansowany zespół sensorów i system przetwarzania danych zapewniający okrętowi zdolność do detekcji i unikania min oraz zwalczania zaawansowanych okrętów podwodnych;
- brak tradycyjnego systemu peryskopów;
- zwiększona niezależność od własnych baz, teoretycznie uzależniona jedynie od zapasów żywności na pokładzie, co ma zwiększone znaczenie w związku z redukcją ilości amerykańskich baz morskich na świecie;
- Open Systems Architecture oraz wykorzystanie Commercial-off-the-Shelf (COTS) Electronics – otwarta architektura okrętu, pozwalająca korzystać z wielu komercyjnych rozwiązań, co radykalnie zwiększa możliwości modernizacji okrętu w przyszłości, w zakresie systemów walki, komunikacji oraz systemów informatycznych;
- Fiber Optic Architecture/ATM Network – system pokładowych linii światłowodowych, co znacznie rozszerza możliwości wzbogacania okrętu w dodatkowe urządzenia na zasadzie plug-in/plug-out i czyni go otwartym na wiele modernizacji nawet w dalekiej przyszłości. USS "Virginia" zawiera w sumie 23 pokładowe podsystemy elektroniczne, nie licząc systemu napędowego okrętu. Wszystkie te podsystemy są ze sobą zintegrowane za pomocą linii światłowodowych.
- odizolowane struktury pokładów, co ułatwia integracje wyposażenia okrętu, zapewnia lepsza izolację akustyczna oraz amortyzacje wstrząsów oraz implementację powstających w przyszłości technologii wyciszania.

Oficjalne dane o dopuszczalnej głębokości zanurzenia USS "Virginia" podawane przez US Navy są niekiedy kwestionowane. Oficjalna maksymalna głębokość to bowiem 800 stóp, czyli 243,84 metrów, jednakże biorąc pod uwagę fakt iż kadłub zbudowany jest ze stali HY100 – o niezwykłej wytrzymałości, okręty NSSN – podobnie jak Seawolf – powinny być zdolne do bezpiecznego zanurzenia na głębokość 1600 – 2000 stóp (487,68–609,6 m).

### Nazwa okrętu
10 września 1989 roku, sekretarz US Navy – John Dolton ogłosił nazwę prototypowego okrętu typu New Attack Submarine Ship – USS "Virginia" (SSN-774) Sądzę, że żaden inny stan nie ucieleśnia tak bardzo spuścizny morskiej tego wielkiego Narodu jak Wspólnota Wirginii

### Wodowanie i chrzest

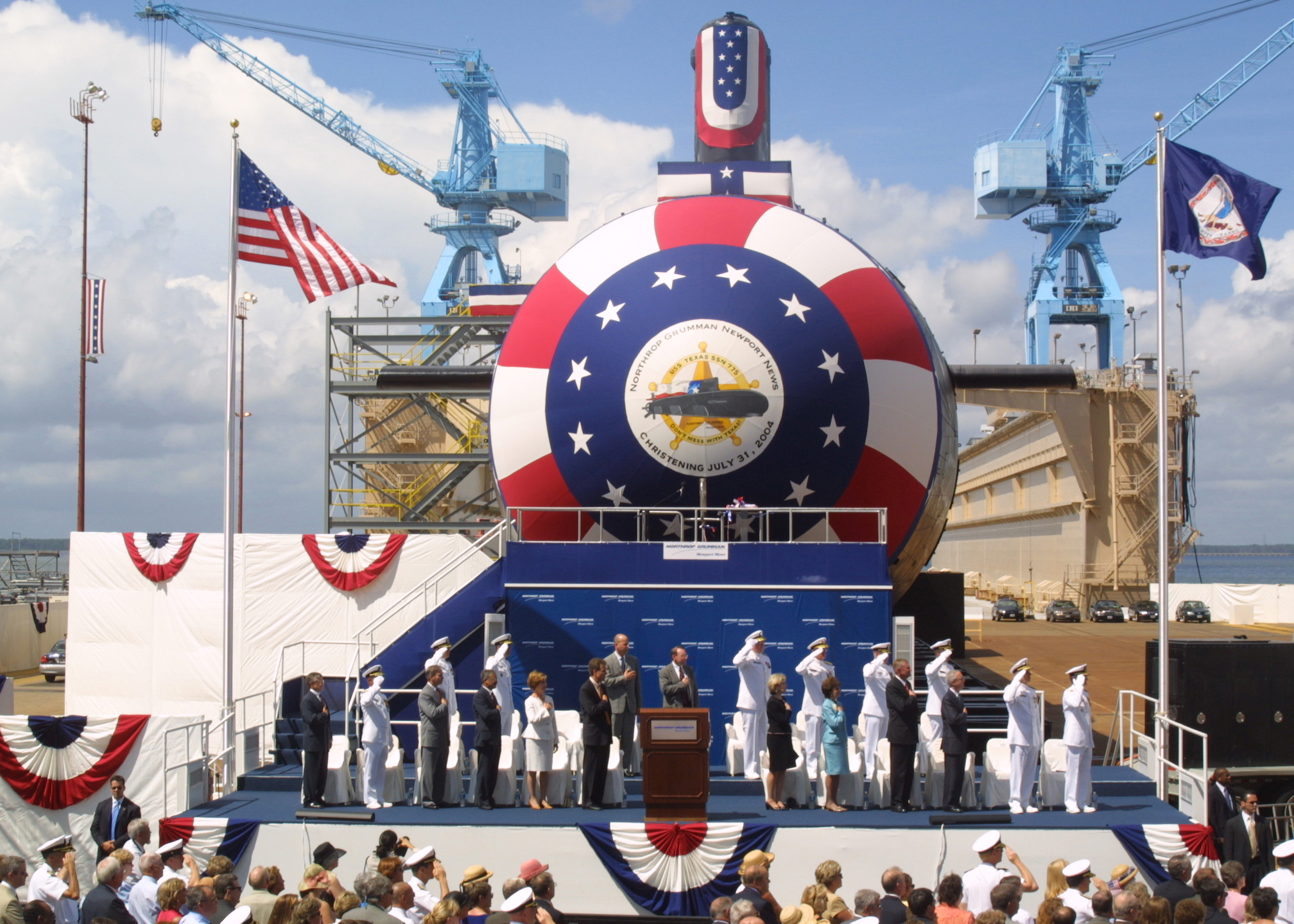
Ceremonia wodowania USS "Virginia" (SSN-774)

Okręt został zwodowany i ochrzczony 16 sierpnia 2003 roku podczas ceremonii w Electric Boat w obecności 4000 zaproszonych gości, w tym weteranów broni podwodnej US Navy z czasów II wojny światowej.
Matką chrzestną okrętu jest Lynda Johnson Robb, żona byłego gubernatora Wirginii i Senatora Charlesa Robba – córka prezydenta Stanów Zjednoczonych Lindona B. Johnsona.
Na końcowy efekt produkcji pracowały tysiące amerykańskich przedsiębiorstw, w tym wszystkie największe koncerny zbrojeniowe:
- General Dynamics, stocznia: Electric Boat w Groton, Connecticut
- Northrop Grumman
- Raytheon
- General Electric
- Lockheed Martin
- Boeing

### Wcielenie do US Navy
30 lipca 2004 roku Virginia ukończyła swój dziewiczy oceaniczny rejs – test zwany Alpha Sea Trial (AST). AST obejmuje testy okrętu i jego systemu napędowego, w tym pierwsze zanurzenie oraz marsz z pełną prędkością na powierzchni i w zanurzeniu. Kolejne testy – Bravo Sea Trial (BST) odbyły się w sierpniu tego samego roku. W testach BST kładziono nacisk na sprawdzenie podwodnej akustyki okrętu. Po zakończeniu tych testów, 23 października 2004 r. w bazie Marynarki Wojennej Stanów Zjednoczonych Norfolk Naval Base okręt został przyjęty do służby w US Navy, a jego portem macierzystym została baza New London NSB w Groton.

### Kontrowersje
Budowa okrętów typu Virginia NSSN nie była programem niebudzącym kontrowersji. Program ten rozpoczęto w drugiej połowie lat 90. XX wieku, kiedy flota podwodna Rosji znajdowała się w stanie w którym nie stanowiła godnego przeciwnika dla floty amerykańskiej. Wśród rosyjskich okrętów tamtego czasu, jedynie okręty ulepszonego typu Akuła oraz Akuła II i nowy okręt myśliwski Severodvinsk posiadały właściwości bojowe porównywalne z amerykańskimi jednostkami typów Los Angeles i Seawolf, pozostałe zaś jednostki były znacząco słabsze od okrętów amerykańskich. Podnoszono również, że wielka część rosyjskiej floty znajduje się u kresu żywotności i będzie musiała być wycofana z użytku na początku następnego – XXI w., a stan rosyjskich finansów nie pozwala na zastępowanie wycofywanych jednostek nowymi okrętami. Twierdzono także, że rozwoju nowego typu nie uzasadnia również zagrożenie ze strony floty podwodnej Chin, dysponującej w tamtym czasie zaledwie 5 atomowymi okrętami myśliwskimi i 55 okrętami o napędzie konwencjonalnym – w komplecie przestarzałymi względem amerykańskich standardów i nawet niezbliżającymi się do stanowienia jakiegokolwiek zagrożenia dla US Navy.
Niejako w uzupełnieniu tych tez podnoszono, ze era post-zimnowojenna wymaga operacji przybrzeżnych, na płytkich wodach – typu Zatoki Perskiej, a na tego typu wody o dużym natężeniu ruchu morskiego, dobrze znane wyposażonym w nabrzeżne baterie artyleryjskie i rakietowe, miny oraz taktyczną bron balistyczną adwersarzom, okręty NSSN są równie niezoptymalizowane co okręty Seawolf. Zdaniem przeciwników okrętów typu Virginia, NSSN nie są skonstruowane do walki przeciwko małym zaawansowanym okrętom podwodnym o napędzie dieslowskim, US Navy powinna natomiast pracować nad niedrogimi konstrukcjami przeznaczonymi specjalnie dla wód przybrzeżnych, do walki z małymi okrętami o napędzie konwencjonalnym

## Wyposażenie

### Systemy dowodzenia
- Command and Control Systems Module (CCSM) – okręt otrzymał moduł zintegrowanego centrum dowodzenia i kontroli CCSM, opracowanego przez Lockheed Martin Naval Electronics & Surveillance Systems – Undersea Systems. Moduł ten integruje wszystkie systemy statku – sensory, środki przeciwdziałania i zakłócania, systemy nawigacji oraz kontroli ognia. CCSM oparty jest na otwartej architekturze, wyposażony zaś jest w zintegrowany system kolorowej wizualizacji Q-70 Colour Common Display Consoles.
- AN/BYG-1 Combat Control System – system kontroli walki Raytheon AN/BYG-1 jest pochodną wcześniejszego systemu CCS Mk2. System ten został także zaimplementowany w australijskich okrętach podwodnych typu Collins

### Systemy komunikacji i obserwacji

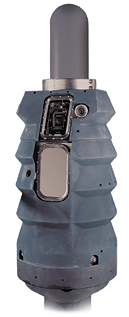
Głowica masztu fotonicznego

- Submarine High Data Rate (Sub HDR) – wielozakresowy system komunikacji satelitarnej działający na falach o częstotliwości superwysokiej (SHF) oraz ekstremalnie wysokiej (EHF)
- AN/BLQ-10 New Attack Submarine Electronic Support Measures (NSSN ESM) – jest systemem wspierającym operacje zarówno na otwartych wodach oceanów jak również w środowisku przybrzeżnym. System zawiera zespół odbiorników sygnału, monitorów oraz zaawansowanego wyposażenia przetwarzania i analizy danych. Zapewnia on detekcję, identyfikację oraz określenie położenia radarów i systemu komunikacyjnego emitującego sygnał. ESM używany jest przez USS "Virginia" do samoobrony, określenia sytuacji taktycznej oraz zbierania danych wywiadowczych dla wspieranych przez siebie grup bojowych, w ramach zadań BGS (Battle Group Support). NSSN ESM będąc systemem niemalże bezobsługowym, działającym przy minimalnym udziale człowieka, spełnia kilka krytycznych funkcji w zakresie detekcji sygnałów elektronicznych, identyfikacji, lokalizacji oraz ostrzegania o pojawiających się zagrożeniach. System ten zapewnia obróbkę sygnałów elektronicznych, automatyczne ostrzeganie oraz ocenę sytuacji taktycznej. Obok USS "Virginia" i innych okrętów typu NSSN, AN/BLQ-10 być może zostanie zainstalowany także w starszych generacjach okrętów – Seawolf i Los Angeles.
- Sonary Lightweight Wide Aperture Array (LWWAA) – system akustyczny opracowany przez Northrop Grumman oparty na antenach światłowodowych zamiast na klasycznych hydrofonach ceramicznych. Obejmuje on zamontowane na dziobie anteny sonarów aktywnych i pasywnych (ASW), szerokopasmowe anteny pasywne po bokach, anteny aktywne wysokiej częstotliwości na kilu i płetwie okrętu, antenę holowaną Lockheed Martin TB-29A na cienkiej linie oraz system obróbki sygnału AN/BQQ-10(V4).
- Maszty fotoniczne – dwa maszty fotoniczne zastępujące system tradycyjnych peryskopów – za pomocą umieszczonych na teleskopowych ramionach cyfrowych kamer zapewniające obraz wysokiej rozdzielczości w kolorze, bieli i czerni oraz podczerwieni.
- Sperry Marine AN/BPS-16(V)4 – działający w paśmie I radar nawigacyjny

### System napędowy
Energie niezbędna do napędu okrętu i działania innych systemów pokładowych zapewnia wodny-ciśnieniowy reaktor atomowy General Electric S9G napędzający dwie turbiny przenoszące energie na jeden wał napędowy. Okręt wyposażony jest także w pompy napędu strumieniowego. Dzięki przedstawionemu systemowi napędowemu o mocy 29,84 MW (40.000 KM), okręt jest w stanie osiągnąć prędkość ponad 25 węzłów. Jednokrotne zaopatrzenie reaktora S9G w paliwo jądrowe zapewniło jego zapas na cały przewidywany okres pozostawania okrętu w służbie.

### Uzbrojenie
1. Pociski:

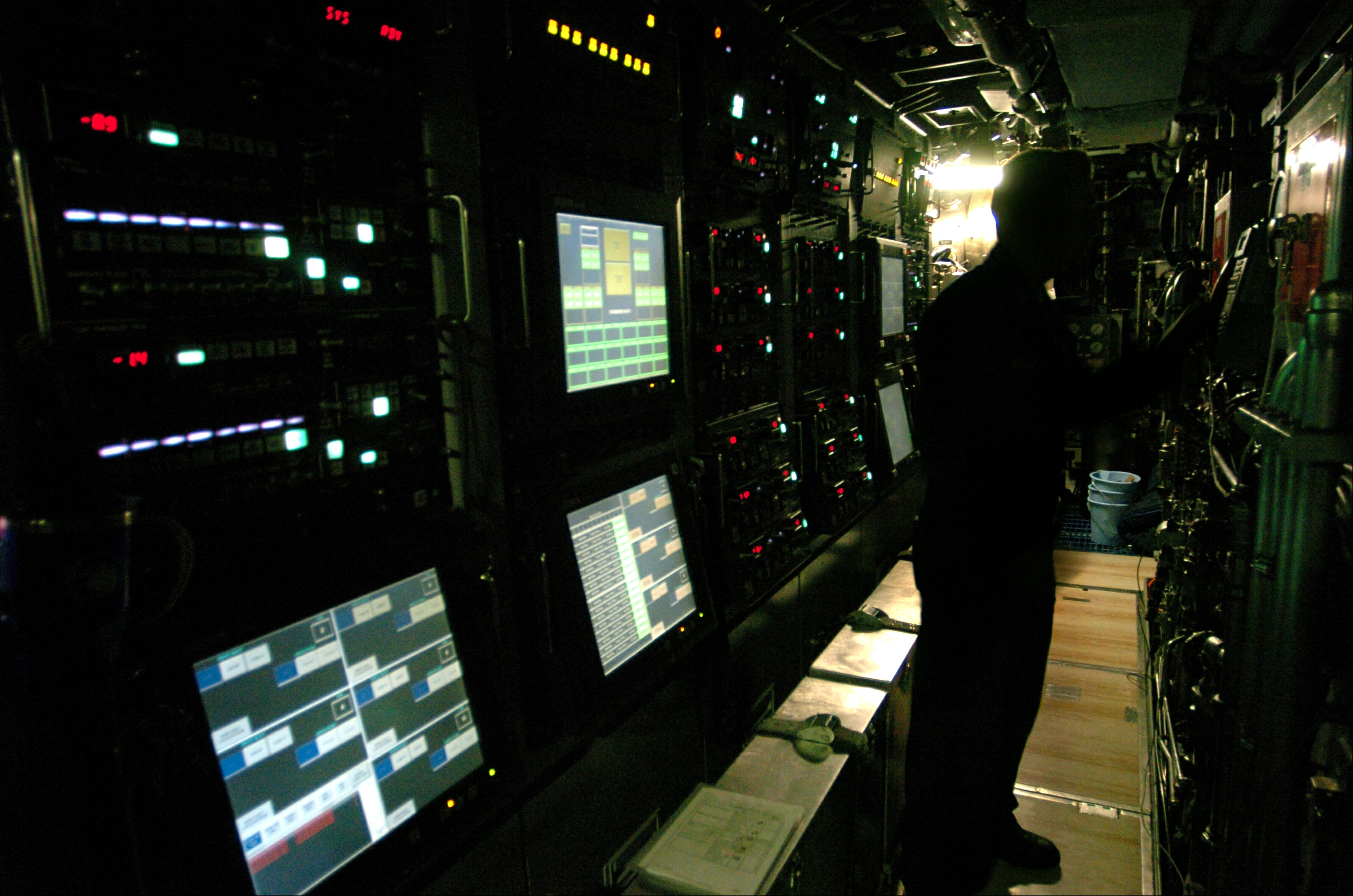
Panel kontroli systemu torpedowego

  - pociski Tomahawk SLCM (Submarine-Launched Cruise Missiles)
  - dwadzieścia sześć ciężkich torped Mark 48 ADCAP Mod 6 lub przeciwokrętowych pocisków rakietowych AGM-84 Harpoon
  - miny przeciw okrętom podwodnym i przeciwtorpedowe Mk 60 Captor
2. Wyrzutnie:
  - Okręt wyposażony jest w pionowa wyrzutnię systemu Vertical Launching System (VLS) mieszczącą 12 tub.
  - 4 wyrzutnie torped kalibru 533 mm.

Okręt zdolny jest do wystrzelenia 16 pocisków Tomahawk w jednej salwie – 12 z wyrzutni VLS i 4 z wyrzutni torpedowych.

### Wyposażenie specjalne
- Komora wejściowo-wyjściowa w kadłubie, do przeprowadzania operacji specjalnych. W komorze tej przechowywany jest także skonstruowany przez Northrop Grumman mini-pojazd podwodny ASDS (Oceanic and Naval Systems Advanced SEAL Delivery System) służący do transportu grup specjalnych typu Navy Sea Air Land (SEAL) lub morskich jednostek rekonesansu.
- AN/WLY-1 Acoustic Countermeasures System – skonstruowany przez Northrop Grumman system przeciwdziałania akustycznego
- Unmanned Undersea Vehicles (UUVs) LMRS Long-term Mine Reconnaissance System – stanowią go dwa podwodne pojazdy bezzałogowe o długości 6 metrów służące do wykonywania rekonesansu oraz ramie-robot o długości 18 m, służące do dokonywania napraw. LMRS został skonstruowany i wyprodukowany przez Boeinga.